# Christian Lindell
Christian Lindell (Rio de Janeiro, 20 novembre 1991) è un ex tennista svedese, di padre svedese e di madre brasiliana.

## Statistiche

### Tornei minori

#### Singolare

##### Vittorie (3)
| Legenda tornei minori |
| Challenger (0)        |
| Futures (3)           |

| Numero | Data             | Torneo        | Superficie  | Avversario in finale | Punteggio        |
| 1.     | 17 ottobre 2010  | Fernandópolis | Terra rossa | André Miele          | 7–6(6), 6-2      |
| 2.     | 7 maggio 2012    | Goiânia       | Terra rossa | Thales Turini        | 6(5)–7, 6–4, 7–5 |
| 3.     | 16 dicembre 2013 | Cascavel      | Terra rossa | Patricio Heras       | 7–6(3), 6–3      |

##### Sconfitte (2)
| Legenda tornei minori |
| Challenger (1)        |
| Futures (1)           |

| Numero | Data          | Torneo                       | Superficie  | Avversario in finale | Punteggio   |
| 1.     | 3 maggio 2015 | Brazil Challenger, San Paolo | Terra rossa | Guido Pella          | 5-7, 6(1)–7 |
| 2.     | gennaio 2017  | USA F4, Sunrise              | Terra rossa | Miomir Kecmanović    | 2-6, 2-6    |